# Carl William Blegen
Carl William Blegen   (Minneapolis, 27 de gener de 1887 - Atenes, 24 d'agost de 1971) fou un arqueòleg nord-americà famós pel seu treball a Pilos i Troia.
Blegen fou professor d'arqueologia clàssica a la Universitat de Cincinnati (Ohio) del 1927 al 1957. Dirigí les excavacions de la universitat al turó de Hisarlik, lloc de l'assentament de Troia, del 1932 al 1938.

## Biografia, estudis i excavacions
Carl Blegen es llicencià per la Universitat de Minnesota el 1904 i començà els seus estudis superiors a la Universitat Yale el 1907. A Grècia fou alumne de l'"American School of Classical Studies" a Atenes del 1911 al 1913, temps en què treballà alhora en les excavacions de Locres, Corint i Korakou.
Durant la Primera Guerra Mundial, Blegen feu treballs d'ajuda a Bulgària i Macedònia, rebent la medalla de la "Saviors Order" de Grècia el 1919. Després de la guerra completà la seva formació a Yale, el 1920. Fou assistent del director de l'"American School" (1920-26), alhora, treballava en les excavacions de Zygouries, Phlius, Prosymna i Himeto.
El 1924 Blegen es casà amb Elisabeth Denny Pierce a Lake Placid, Nova York. El 1927 s'uní a la facultat de la Universitat de Cincinnati.
Les seves excavacions a Troia varen dur-se a terme entre el 1932 i el 1938; una de les conclusions que va treure'n fou que l'estrat de Troia que corresponia a la ciutat destruïda pels aqueus i cantada per Homer era Troia VII-A. Datà la destrucció de Troia al voltant del 1240aC També va treure'n la conclusió que Troia havia estat deshabitada des de la seva destrucció fins aproximadament l'any 700aC, data al voltant de la que hauria estat colonitzada pels grecs. Aquestes conclusions sovint han estat qüestionades per arqueòlegs i investigadors posteriors, però compten també amb nombrosos defensors.
Aquestes excavacions foren seguides per les que va emprendre al palau de Nèstor a Pilo el 1939 (aquesta excavació va reprendre's del 1952 al 1969).
Blegen es retirà el 1957.

## Reconeixements
Va rebre reconeixements honorífics de la Universitat d'Oslo i de la de Tesalònica el 1951, d'Oxford el 1957 i de la Universitat de Cincinnati el 1958. Uns altres reconeixements d'honor li arribaren el 1963 de Cambridge, de la Universitat d'Atenes, de l'"Hebrew Union College", i del "Jewish Institute of Religion" de Jerusalem. El 1965 l'"Archaelogical Institute of America" va premiar-lo amb la medalla d'or a l'èxit arqueològic. També va tenir una sala amb el seu nom al campus de la Universitat de Twin City, a Minnesota. Actualment els alumnes hi assisteixen a cursos d'economia, política i ciències socials.

## Obres i bibliografia
- Studies in the Arts and Architecture (University of Pennsylvania. 1941)
- Troy: Excavations Conducted by the University of Cincinnati, 1932–38, 4 vols. (1950–58)
- Troy and the Trojans (Praeger. 1963)
- The Palace of Nestor at Pylos in Western Messinia (with Marion Rawson. 3 vols. 1966–73)